# Diecéze Ahiara
Diecéze Ahiara je diecéze římskokatolické církve v Nigérii.

## Území
Diecéze zahrnuje region Mbaise, část nigerijského státu Imo.
Biskupským sídlem je město Ahiara, kde se také nachází hlavní chrám – Katedrála Maria Mater Ecclesiae.
Rozděluje se do 73 farností, a to na 425 km². K roku 2015 měla 519 000 věřících, 128 diecézních kněží, 7 řeholních kněží, 16 řeholníků a 127 řeholnic.

## Historie
Diecéze byla zřízena 18. listopadu 1987 bulou Dominici gregis papeže Jana Pavla II., a to z části území diecéze Owerri.

## Seznam biskupů
- Victor Adibe Chikwe (1987–2010)
- Peter Ebere Okpaleke (2012–2018)
  - John Onaiyekan (2013–2018) (apoštolský administrátor sede plena)
  - Lucius Iwejuru Ugorji (od 2018) (apoštolský administrátor)